# Creugas comondensis
Creugas comondensis är en spindelart som beskrevs av Jiménez 2007. Creugas comondensis ingår i släktet Creugas och familjen flinkspindlar. Inga underarter finns listade i Catalogue of Life.